# Ignacy Krasicki (dziennikarz)
Ignacy Stanisław Krasicki (ur. 30 września 1928 w Krakowie, zm. 25 września 2018 w Warszawie) – polski dziennikarz, politolog marksistowski, działacz i propagandysta Polskiej Zjednoczonej Partii Robotniczej, podejmujący m.in. zagadnienia polityki wyznaniowej. Został umieszczony na tzw. Liście Kisiela.

## Życiorys
Syn Antoniego Krasickiego. Wywodził się z rodu Krasickich. W 1949 ukończył studia prawnicze na Uniwersytecie Jagiellońskim oraz Szkołę Nauk Politycznych przy Wydziale Prawa UJ. W czasie studiów współpracował z Echem Krakowa, Przekrojem i Krakowską Trybuną Robotniczą. W latach 1949–1954 był kierownikiem działu gospodarczego, a następnie sekretarzem redakcji Gazety Krakowskiej, w latach 1954–1956 redaktorem naczelnym Dziennika Polskiego, od stycznia do grudnia 1957 redaktorem naczelnym Gazety Krakowskiej. Był także wykładowcą ekonomii politycznej w Sekcji Dziennikarskiej przy UJ. W 1957 mianowany na krótko wiceprezesem Zarządu Głównego RSW „Prasa”, w 1958 został korespondentem Polskiego Radia i Agencji Robotniczej w Paryżu, w 1960 mianowany dyrektorem Ośrodka Badań Prasoznawczych RSW „Prasa” w Krakowie. W latach 1961–1967 był korespondentem PR i AR w Rzymie i Watykanie. W tej roli relacjonował obrady Soboru watykańskiego II, równocześnie współpracując z wywiadem PRL. Na jego ręce kard. Bolesław Kominek przekazał nieoficjalnie tekst Orędzia biskupów polskich do biskupów niemieckich, sondując tym samym stosunek władz PRL do tego dokumentu (I. Krasicki zamiast otoczeniu Władysława Gomułki przekazał go Mieczysławowi Moczarowi). Inspirowany przez polskie służby specjalne publikował następnie w prasie artykuły oczerniające inicjatywę orędzia.
W latach 1968–1973 był kolejno zastępcą redaktora naczelnego, p.o. redaktora naczelnego i przewodniczącym zespołu likwidacyjnego Agencji Robotniczej. W latach 1973–1974 zajmował się komentowaniem spraw zagranicznych dla Trybuny Ludu, w latach 1975–1979 był korespondentem tej gazety w Algierii, Maroku, Tunezji i Portugalii, w latach 1980–1989 ponownie komentatorem spraw zagranicznych w Trybunie Ludu. W 1990 przeszedł na emeryturę.
Od 1950 był członkiem PZPR, należał do SDP (w latach 1954–1957 był prezesem Oddziału Krakowskiego, w latach 1953–1957 i w 1973 członkiem prezydium zarządu), w latach 1972–1974 był członkiem prezydium TKKŚ, w 1983 wstąpił do Stowarzyszenia Dziennikarzy PRL.
Był odznaczony Krzyżem Kawalerskim (1960) i Krzyżem Oficerskim (1975) Orderu Odrodzenia Polski. W 1970 otrzymał Złotą odznakę honorową "Za Zasługi dla Warszawy". W 1974 otrzymał Nagrodę indywidualną RSW „Prasa-Książka-Ruch”.
Zmarł 25 września 2018, a 1 października 2018 został pochowany w kaplicy rodzinnej w Wiskitkach.
Był mężem Delfiny Krasickiej (1944–2012) z d. Orłowskiej, córki hrabiego Karola Stefana Orłowskiego herbu Lubicz (1914–1990), ostatniego dziedzica Malejowiec.
W nekrologu został przedstawiony jako „Ignacy Stanisław z Siecina hrabia Krasicki, dziennikarz, publicysta, wieloletni korespondent zagraniczny, pisarz, świadek historii, erudyta, mecenas kultury i sztuki, współzałożyciel i opiekun Galerii Delfiny w Warszawie”.

## Publikacje
- Burze nad Saharą, Warszawa: Wydawnictwo Ministerstwa Obrony Narodowej, 1980.
- Chile – tragedia i nadzieja zielonego kontynentu, Warszawa: Wydawnictwo Ministerstwa Obrony Narodowej, 1974.
- Dokąd zmierza Ameryka Łacińska, Warszawa: Instytut Wydawniczy CRZZ, 1976.
- Evita, Isabelita i caudillo, Warszawa: „Książka i Wiedza”, 1977.
- Formy kryzysu Kościoła posoborowego, Warszawa: Towarzystwo Krzewienia Kultury Świeckiej, 1972.
- Ideologia islamu, Warszawa: Wydawnictwo Ministerstwa Obrony Narodowej, 1981.
- Judaizm jako światopoglądowe źródło syjonizmu, Warszawa: Centralny Ośrodek Doskonalenia Kadr Laickich, 1968.
- Komuniści i centrolewica we Włoszech, Warszawa: „Książka i Wiedza”, 1965.
- Kościół katolicki a świat współczesny, Warszawa: Wydawnictwo Ministerstwa Obrony Narodowej, 1975.
- Kto i dlaczego podważa sojusz polsko-radziecki?, Warszawa: „Książka i Wiedza”, 1983.
- Ku czemu zmierza Watykan?, Warszawa: Towarzystwo Krzewienia Kultury Świeckiej, Centralny Ośrodek Doskonalenia Kadr Laickich, 1971.
- Merkuriusz Polski, Kraków: Państwowe Wydawnictwo Naukowe, 1960.
- Na szlakach wielkich przemian. 10 lat ziemi krakowskiej, Kraków: Wydawnictwo Literackie, 1954.
- Papiestwo bez tiary, Warszawa: Państwowy Instytut Wydawniczy, dr. 1972.
- Prasa jako towar i przedsiębiorstwo, Kraków: Ośrodek Badań Prasoznawczych, 1973.
- Radio „Wolna Europa”. Mocodawcy, założenia, program, Warszawa: „Książka i Wiedza”, 1982.
- Rzymskie ABC, Warszawa: „Iskry”, 1966.
- Watykan, Warszawa: Krajowa Agencja Wydawnicza, 1977.
- Watykan na rozdrożu 1960–1970. Tło i wyniki soboru watykańskiego II, Warszawa: „Książka i Wiedza”, 1971.
- Współczesna Algieria, Warszawa: Krajowa Agencja Wydawnicza, 1978.
- Z tej i z tamtej strony Spiżowej Bramy, Warszawa: Wydawnictwo Ministerstwa Obrony Narodowej, 1973.
- Zagadnienia światopoglądowe, Warszawa: Zarząd Propagandy i Agitacji Głównego Zarządu Politycznego WP, 1971[10].